# Werner Horn (Kartograf)

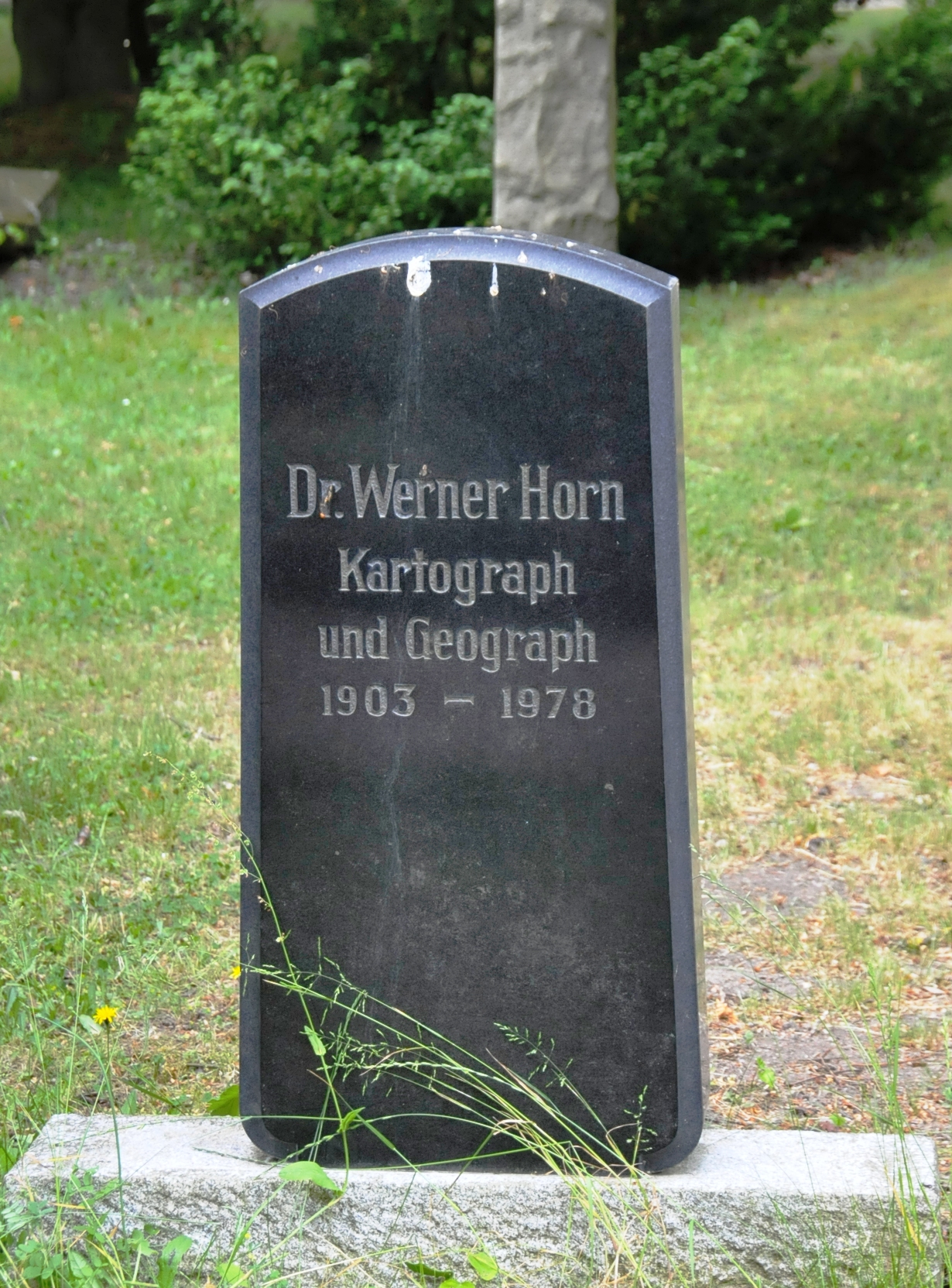

Werner Friedrich Hermann Horn (* 19. April 1903 in Allenstein, Ostpreußen; † 8. Dezember 1978 in Gotha) war ein deutscher Kartograf.

## Leben
Werner Horn trat 1940 der Geographisch-Kartographischen Anstalt Perthes bei. Nach dem Ende des Zweiten Weltkriegs wurde er Mitarbeiter des Kartographen Hermann Haack, den die damalige sowjetische Besatzungsmacht wieder in die alte Firma zurückholte. Hier, bei der VEB Hermann Haack arbeitete er bis zu seinem Tod im Jahre 1978, als er 75 Jahre alt war. Er war maßgeblicher Schriftführer bei den Petermanns Geographischen Mitteilungen.
Horn vermachte seinen Nachlass teilweise den Gothaischen Museen. Im Jahre 2008 ging die Bibliothek in das Eigentum des Freistaats Thüringen über, vertreten durch das Staatsarchiv Gotha, da sich das bis dahin verwahrende Museum für Regionalgeschichte und Volkskunde der Stiftung Schloss Friedenstein in Bezug auf seine Dienstbibliothek und aus Kapazitätsgründen neu orientiert hatte. Die alte Signierung, mit der laufenden Nummer 500 beginnend, wurde übernommen, die Nummern 707, 1266, 1415, 1419, 1430 und 1458 sind nicht vergeben bzw. nicht vorhanden. Vereinzelt findet sich auch Schriftwechsel in Akten in dieser Sammlung.
Horn wurde auf dem Hauptfriedhof Gotha beigesetzt, wo im Ehrenhain sein Grabstein zu finden ist.

## Quelle
- Archivportal Thüringen